# Saponita
La saponita és un mineral de la classe dels silicats (fil·losilicats), i dins d'aquesta pertany al grup de l'esmectita. Va ser descoberta l'any 1840 a la península de The Lizard a Cornualla (Regne Unit). Rep el seu nom del llatí sapo, sabó, en al·lusió al seu aspecte greixós.

## Característiques
La saponita és un silicat de calci, sodi, ferro i magnesi, hidroxilat i hidratat. Cristal·litza en el sistema monoclínic. El grup de les esmectites en què s'enquadra són fil·losilicats monoclínics hidratats dins del grup més gran dels anomenats minerals de l'argila. És soluble en àcid sulfúric. Està molt relacionada estructuralment amb la ferrosaponita, una altra esmectita enriquida en ferro. Forma una sèrie de solució sòlida amb una altra argila, la beidellita, en la qual la substitució gradual del magnesi i ferro per alumini en la seva estructura molecular va donant els diferents minerals de la sèrie. A més dels elements de la seva fórmula, sol portar com impureses: titani, manganès, níquel, potassi i fòsfor.
Segons la classificació de Nickel-Strunz, la saponita pertany a «09.EC - Fil·losilicats amb plans de mica, compostos per xarxes tetraèdriques i octaèdriques» juntament amb els següents minerals: minnesotaïta, talc, willemseïta, ferripirofil·lita, pirofil·lita, boromoscovita, celadonita, chernykhita, montdorita, moscovita, nanpingita, paragonita, roscoelita, tobelita, aluminoceladonita, cromofil·lita, ferroaluminoceladonita, ferroceladonita, cromoceladonita, tainiolita, ganterita, annita, ephesita, hendricksita, masutomilita, norrishita, flogopita, polilithionita, preiswerkita, siderofil·lita, tetraferriflogopita, fluorotetraferriflogopita, wonesita, eastonita, tetraferriannita, trilithionita, fluorannita, shirokshinita, shirozulita, sokolovaïta, aspidolita, fluoroflogopita, suhailita, yangzhumingita, orlovita, oxiflogopita, brammal·lita, margarita, anandita, bityita, clintonita, kinoshitalita, ferrokinoshitalita, oxikinoshitalita, fluorokinoshitalita, beidel·lita, kurumsakita, montmoril·lonita, nontronita, volkonskoïta, yakhontovita, hectorita, sauconita, spadaïta, stevensita, swinefordita, zincsilita, ferrosaponita, vermiculita, bileyclor, chamosita, clinoclor, cookeïta, franklinfurnaceïta, gonyerita, nimita, ortochamosita, pennantita, sudoïita, donbassita, glagolevita, borocookeïta, aliettita, corrensita, dozyita, hidrobiotita, karpinskita, kulkeïta, lunijianlaïta, rectorita, saliotita, tosudita, brinrobertsita, macaulayita, burckhardtita, ferrisurita, surita, niksergievita i kegelita.

## Formació i jaciments
Apareix a l'interior de cavitats amigdales al basalt i en filons d'aquesta mateixa roca, en la qual es forma per deposició hidrotermal en silicats càlcics rics en ferro, amfibolites i en serpentinites. Sol trobar-se associada a altres minerals com: celadonita, clorita, coure natiu, epidota, ortoclasa, dolomita, calcita o quars. Als territoris de parla catalana ha estat descrita a El Molar, a la comarca del Priorat.

## Varietats
- Alumini-saponita: una varietat rica en alumini.[5]
- Bowlingita: nom obsolet per pseudomorfismes de saponita després d'olivina.[6]
- Saponita cúprica: una varietat que conté coure.[7]
- Saponita fèrrica: una varietat que conté ferro.[8]
- Saponita lítica: una varietat que conté liti.[9]
- Sobotkita: una varietat rica en alumini descoberta en Sobótka, Polònia.[10]